# Бабки (игра)
Игра в ба́бки (в ко́зны) — старинная народная игра, которой обязаны своим происхождением современные игральные кости. Игровой процесс заключается в ловкости бросания косточек («бабок»), давших название игре.
У игры существует большое количество вариантов, которые были придуманы в разные времена, в разных странах, и в которых используются разные игровые предметы (в основном небольшие кости ног копытных животных).

## Разновидности бабок

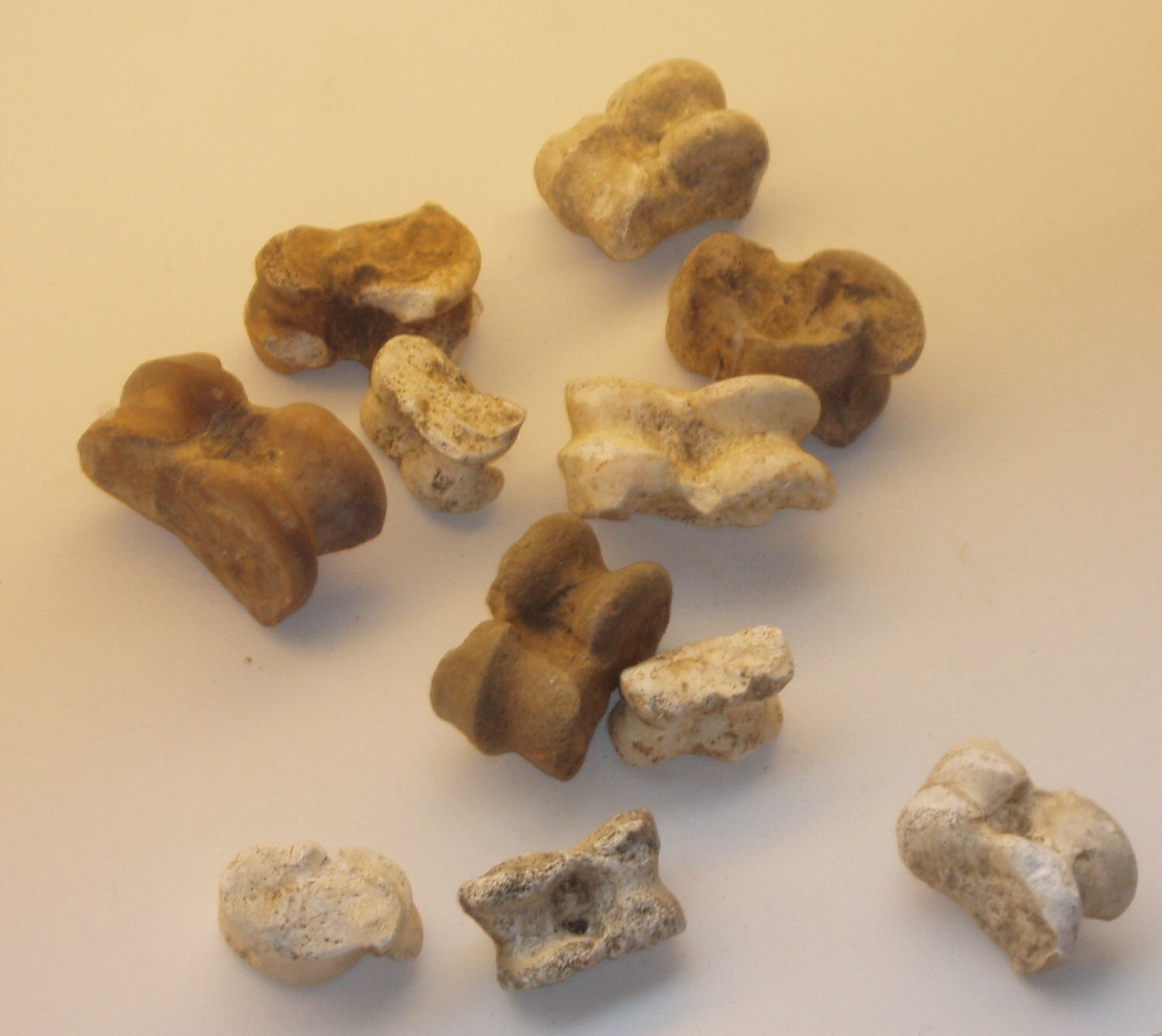
Бабки из таранной кости овцы

В качестве бабок использовались либо таранная кость надкопытного сустава животных (коров, овец, коз, диких животных), либо их первый сустав или фаланг пальца (лат. phalanx prima), либо их пястные кости.
Шестигранная форма бабок стала первой формой игральной кости в истории, а используемый материал для изготовления дал название, которое применяется до сих пор — «кость». В исторических летописях часто путают игру в кости и игру в бабки, но каждая из них прошла самостоятельный путь из древних времён и до сих пор пользуется популярностью.
В российском варианте игры, как правило, использовались коровьи таранные кости. В бабку, которой били, могли заливать свинец, и тогда она носила название «литок» или «свинчатка».
Современный настольный вариант игры использует пластиковые или металлические шестиконечные «ежи» (звёзды) и резиновый мяч.

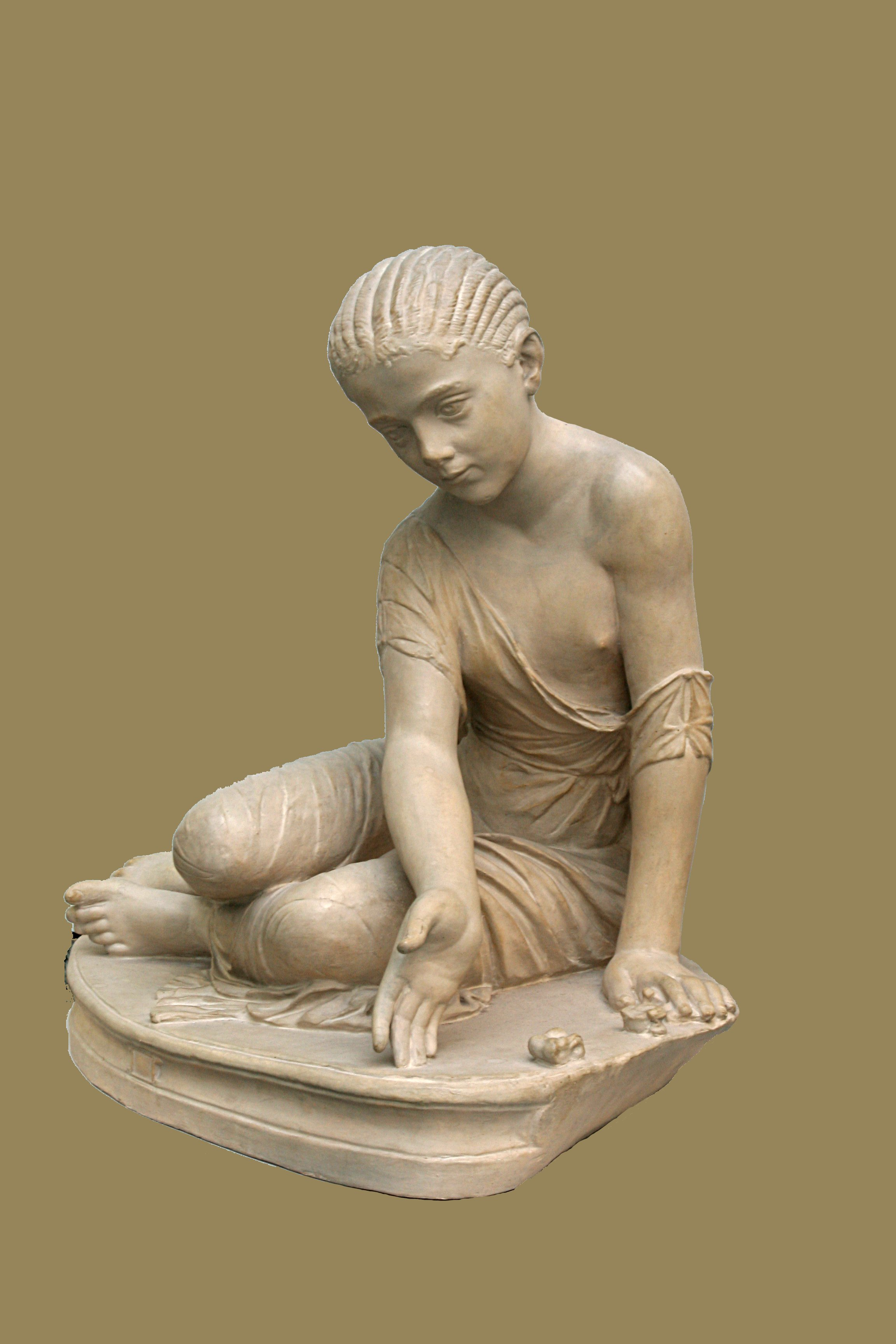
Древнеримская скульптура девочки, играющей в косточки, 130—150 гг. до н. э.; Пергамский музей Берлина

## История
Были найдены древнеегипетские фигурки и рисунки на камнях, изображающие людей или богов, кидающих бабки. Последние были также обнаружены в раскопках доисторических стоянок человека.
В Древнем Риме игра называлась словом лат. tali.

## Разновидности игры
Кон, катошки и другое; в них бабки расставляются различными способами.

## В литературе
А. С. Пушкин посвятил игре в бабки стихотворение «На статую играющего в бабки».
В 1831 году Орест Сомов написал произведение «Сказка о Никите Вдовиниче», где герой выигрывает у нечистой силы волшебную чёрную бабку, исполняющую его желания.
Максим Горький упоминал игру в своём рассказе «Детство».
Осип Мандельштам упоминал игру в бабки в стихотворении «На розвальнях, уложенных соломой…».
Виктор Астафьев посвятил игре в бабки большую главу с подробным описанием, как изготавливались бабки, как хранились и как в них играли в Красноярском крае в первой трети XX века, в своём лирико-автобиографическом сборнике «Последний поклон», повествующем о детстве писателя, прошедшем недалеко от Красноярска в деревне Овсянка.
Вениамин Каверин в романе «Два капитана» упоминал игру, называя её «ошички», «козоты» и «бабки». В романе в неё летом играли детдомовские дети. 
Василий Шукшин упоминал игру в бабки в своём рассказе «Далёкие зимние вечера». 
Леонид Андреев упоминает игру в рассказе «Гостинец». 
Пётр Ершов упоминает чёрную бабку в сказке «Конёк-Горбунок»:

Двух коней, коль хошь, продай, 

Но конька не отдавай

Ни за пояс, ни за шапку,

Ни за чёрную, слышь, бабку.